# Kmart
Kmart Corporation eller Kmart er en amerikansk nonfood-butikskæde. Virksomheden blev etableret som S. S. Kresge Corporation i 1899 og skiftede navn til Kmart Corporation i 1977. Da Kmart var størst i 1994 havde de 2.486 butikker, hvilket inkluderer 2.323 discountbutikker og Super Kmart Centre.
Siden 2019 har Kmart været en del af Transform SR Brands LLC, og der er i dag seks Kmart butikker.